# Marcelo Otero
Marcelo Alejandro Otero Larzábal (ur. 14 kwietnia 1971 w Montevideo, Urugwaj) – urugwajski piłkarz grający podczas kariery na pozycji napastnika, reprezentant Urugwaju. Ma starszego brata, Raula Otero, który także jest piłkarzem.

## Kariera klubowa
Otero klubową karierę rozpoczynał w urugwajskim Rampla Juniors w 1990 roku. Podczas dwóch sezonów grania w tym klubie zdobył 4 bramki w 18 meczach. W 1992 roku przeszedł do innego stołecznego klubu, CA Peñarol. Z tym klubem zdobył 3 razy mistrzostwo Urugwaju. Po 3 latach spędzonych w tym klubie odszedł do włoskiej Vicenzy Calcio. Podczas 4 lat grania w tym klubie strzelił 37 goli w 98 meczach. W 1999 roku odszedł do hiszpańskiej Sevilli. W ciągu dwóch lat w tym klubie zanotował 40 meczów i tylko 2 gole. W 2001 roku przeszedł do argentyńskiego CA Colón, a w 2003 roku powrócił do ojczyzny, do stołecznego Fénix Montevideo. W tym klubie zakończył karierę klubową.

## Kariera reprezentacyjna
Otero w reprezentacji Urugwaju zadebiutował 19 października 1994 roku we wygranym 1:0 meczu towarzyskim z reprezentacją Peru. Łącznie w reprezentacji Urugwaju w 25 meczach zdobył 10 bramek. Został powołany na Copa América 1995. Na tym turnieju strzelił 3 gole w 6 meczach.